# 권해
권해(權瑎, 1639년 ~ 1704년)는 조선의 문신이다. 자는 개옥, 호는 남곡, 본관은 안동(安東)이다.
현종 때 정시 문과에 급제하여 서장관으로 청나라에 다녀왔다. 1679년 허목이 영의정 허적의 아들 견의 불법한 행위를 공격한 사건으로 인하여 청남당과 탁남당 사이에 당파 싸움이 벌어지자, 도승지 민암에 의해 청남당인 허목의 당으로 몰려 유배되었으며, 그 후 다시 관직에 올라 호조참의에 이르렀으나 갑술옥사 때 다시 유배되었다. 예안에서 여생을 마쳤다.
그는 문장과 글씨에 뛰어났으며, 저서로 《노론주해》, 《남곡집》 등이 있다.

## 가족 관계
- 조부 : 권위중(權偉中)
- 조모 : 신종사(申宗泗)의 딸
  - 부친 : 권대재(權大載, 1620 ~ 1689)
  - 모친 : 이진(李溍)의 딸
    - 전처 : 최문식(崔文湜)의 딸
    - 후처 : 이익배(李益培)의 3녀 전주 이씨(1652 ~ ?)